# كأس أيرلندا الشمالية 1979–80
كأس أيرلندا الشمالية 1979–80 (بالإنجليزية: 1979–80 Irish Cup)‏ هو موسم من كأس أيرلندا. كان عدد الأندية المشاركة فيه 16، وفاز فيه نادي لينفيلد.

## النهائي
| نادي لينفيلد                            | 2 – 0 | نادي كروسيدرز |
| --------------------------------------- | ----- | ------------- |
| McCurdy 12' · ليندسي ماكوين 68' (ركلة.) | تقرير |               |